# Verkhivnia
Verkhivnia (ukrainien : Верхівня), district de Jytomyr, Ukraine (avant Wierzchownia dans l'ancienne province polonaise de Volhynie), est une bourgade d'environ 1 000 habitants, située à une quarantaine de kilomètres de Berdytchiv, ville ukrainienne d’environ 80 000 habitants. 
C'est à Verkhivnia que vivait Ewelina Hańska, dans une grande demeure construite au XVIIIe siècle. En 1847, Honoré de Balzac est allé rejoindre la femme qu'il aimait depuis des années et il s'est installé en 1848 dans son « petit Louvre ». Il y a écrit la deuxième partie de L'Envers de l'histoire contemporaine, son dernier roman achevé de La Comédie humaine. 
Au XXe siècle, la maison a été convertie en lycée agricole, mais « les anciens appartements du romancier, dans l’aile gauche, ont été préservés. Un musée de trois pièces y a même été aménagé, en 1959. »

## Sources
1. ↑  Chemin.
2. ↑  Ariane Chemin, « Les tribulations de Balzac en Ukraine », Le Monde,‎ 7 juillet 2022 (lire en ligne)